# Voetbalkampioenschap van Jeetze 1924/25
In 1924/25 werd het tweede voetbalkampioenschap van Jeetze gespeeld, dat georganiseerd werd door de Midden-Duitse voetbalbond. 
FC 1909 Salzwedel werd kampioen en plaatste zich voor de Midden-Duitse eindronde. De club verloor meteen van Herta 1909 Wittenberge.
SuS 1924 Salzwedel werd zelfstandig van de turnclub TV Jahn Salzwedel.

## Gauliga
| Plaats | Club                   | Wed. | W  | G | V  | Saldo | Ptn.  |
| ------ | ---------------------- | ---- | -- | - | -- | ----- | ----- |
| 1.     | FC 1909 Salzwedel      | 12   | 11 | 0 | 1  | 33:7  | 22:2  |
| 2.     | VfB 1907 Klötze        | 12   | 9  | 0 | 3  | 53:18 | 18:6  |
| 3.     | SV Wustrow             | 12   | 7  | 1 | 4  | 25:12 | 15:9  |
| 4.     | FC Eintracht Salzwedel | 12   | 6  | 1 | 5  | 24:40 | 13:11 |
| 5.     | SuS 1924 Salzwedel     | 12   | 6  | 0 | 6  | 32:27 | 12:12 |
| 6.     | MTS Lüchow             | 12   | 2  | 0 | 10 | 30:40 | 4:20  |
| 7.     | FC 1919 Dähre          | 12   | 0  | 0 | 12 | 2:55  | 0:24  |

|  | Kampioen, geplaatst voor Midden-Duitse eindronde |
|  | Degradatie                                       |